# 10805 Iwano
10805 Iwano este un asteroid din centura principală de asteroizi.

## Descriere
10805 Iwano este un asteroid din centura principală de asteroizi. A fost descoperit pe 18 noiembrie 1992 la Kitami de Kin Endate și Kazuro Watanabe. Asteroidul prezintă o orbită caracterizată de o semiaxă mare de 2,71 ua, o excentricitate de 0,11 și o înclinație de 14,1° în raport cu ecliptica.